# Vorhelm
Vorhelm is een plaats in het noorden van de Duitse gemeente Ahlen, deelstaat Noordrijn-Westfalen, en telt ruim 4.000 inwoners.
Voor meer informatie zie Ahlen.